# Jerry Miculek

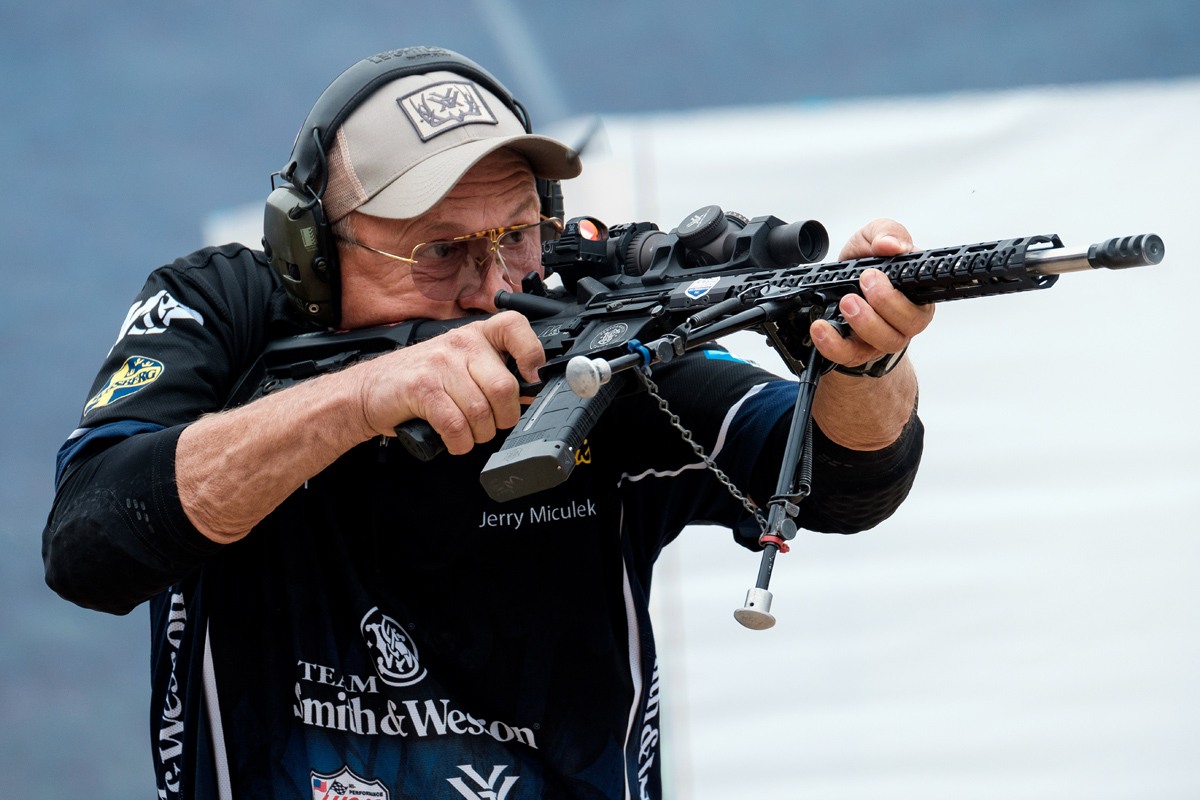
Jerry Miculek no campeonato da IPSC de 2017 na Rússia.

Jerry Charles Miculek Jr. (/ ˈmɪtʃəlɛk / MITCH-ə-lek; 07 de setembro de 1954 Freeport, Texas), é um atirador profissional americano na modalidade de velocidade e competição conhecido por seus muitos recordes mundiais, aparições na TV e vídeos na Internet.

## Realizações
Miculek é amplamente considerado como o atirador de velocidade e competição mais rápido e mais eficiente do mundo, esvaziando um revólver de cinco tiros em 0,57 segundos em um grupo do tamanho de uma carta de baralho, sendo frequentemente apelidado de "O Melhor Atirador de Todos os Tempos". Miculek detém cinco recordes mundiais oficialmente sancionados em tiro com revólver e mais de 15 recordes não sancionados com armas de fogo que variam de pistolas de tiro rápido até o rifle Barrett M107 .50 BMG. Realizações adicionais incluem seis tiros em 0,98 segundos com um rifle Barrett M107 .50 BMG e um tiro de 1 000 jardas (914 metros) 1000 jardas com seu revólver personalizado de 9 mm Smith & Wesson.[carece de fontes?]